# Ruth Frankenberg
Ruth Alice Emma Frankenberg (17 de Setembro de 1957 em Cardiff, Wales—22 de Abril de 2007 em Bangalore, Índia), mais conhecida como Ruth Frankenberg, é uma socióloga britânica e professora associada da área de Estudos Americanos da Universidade da Califórnia (Davis). Ela faleceu com 49 anos de câncer de pulmão. Suas pesquisas versaram sobre as questões relacionadas a branquitude/branquidade nos Estados Unidos. Sua formação acadêmica foi realizada nas Universidade de Cambridge e da Califórnia (Santa Cruz). Ela é filha do antropólogo britânico Ronald Frankenberg (1929–2015) e casada com a historiadora feminista Lata Mani.
Ela é autora de Living Spirit, Living Practice: Poetics, Politics, Epistemology (Duke University Press, 2004) e de White Women, Race Matters: The Social Construction of Whiteness (University of Minnesota Press, 1993). Editou também Displacing Whiteness: Essays in Crítica Social e Cultural (Duke University Press, 1997). Ganhou o prêmio anual do Centro Gustavus Myers para o Estudo dos Direitos Humanos na América do Norte pela publicação White Women, Race Matters: The Social Construction of Whiteness (1993) e vencedora, pela mesma obra, do prêmio Jessie Bernard Book Award da American Sociological Association.
Um volume do periódico Ethnic and Racial Studies (Volume 31, 2008 - Issue 1: Whiteness and White Identities) foi dedicado a ela.
Há apenas uma publicação em português: "A miragem de uma branquidade não-marcada.". In: Ware, Vron. Branquidade: identidade branca e multiculturalismo. Rio de Janeiro: Garamond, 2004, pp.283-306.